# Вэтэн дили
«Вэтэн дили» (азерб. Vətən dili — родная речь) — основной учебник азербайджанских детей на протяжении почти 40 лет, с 1882 по 1920 год. I часть, для учеников первого класса, была составлена А. О. Черняевским в 1882 году; II часть, рассчитанная на учеников второго и третьего классов, над которой Черняевский работал совместно с Сафарали Велибековым, вышла в свет в 1888 году. 
Перевод большинства стихотворений и басен, содержание которых было преимущественно взято из Крылова, был подготовлен Гасаналиагою Карадагским. Это были первые стихотворения на азербайджанском языке, рассчитанные на детский возраст — до того времени азербайджанская литература практически не знала подобных примеров. 
На учебниках «Вэтэн дили» были воспитаны такие деятели азербайджанской науки и культуры как Узеир Гаджибеков, Муслим Магомаев, Махмуд бек Махмудбеков, Нариман Нариманов, Сулейман Ахундов, Фархад Агазаде и другие.

## История создания
Создание первого фундаментального азербайджанского учебника связано с Закавказской учительской семинарией, начавшей свою деятельность в Гори в 1876 году. В семинарии преподавали прогрессивно настроенные педагоги; азербайджанские, грузинские, русские дети, а также дети других народов Южного Кавказа, изучали здесь европейские языки, географию, арифметику и другие предметы. Особое место уделялось изучению русского языка и литературы, произведениям классики мировой литературы. Горийская семинария сыграла значительную роль в деле воспитания целой плеяды азербайджанской интеллигенции, ставшей авангардом культурного всплеска начала XX века. Её воспитанники распространяли новые культурные веяния, формировали новую общественную мысль.
26 января 1881 года императорский наместник Кавказа великий князь Михаил Николаевич утвердил «Учебный план начальной школы в среде туземного населения», согласно которому в первые годы обучения преподавание должно было вестись на родных языках учеников. К этому времени ни азербайджанские дети не имели возможности учиться на родном языке, ни азербайджанские преподаватели не имели учебника, по которому они могли бы системно преподавать. В 1852 году Мирза Шафи Вазех, будучи учителем в Тифлисе, составил вместе с одним из воспитанников Мирзы Казембека, Иваном Григорьевым, учебник «Китаби-тюрки», однако он более не переиздавался и к тому времени, видимо, морально устарел. 
В 1882 году в Закавказской учительской семинарии было создано татарское (азербайджанское) отделение. Его первым инспектором был назначен Алексей Черняевский — ему и была поручена задача составления учебника на азербайджанском языке.

### I часть
I часть «Вэтэн дили» («Родная речь»), предназначенная для учеников первого начального класса, вышла в свет в 1882 году. Учебник был составлен по плану «Родного слова», книги для классного чтения основоположника российской научной педагогики Константина Ушинского (1864). При составлении был использован т. н. звуковой метод, облегчающий учебный процесс.
Для включения в учебник Черняевский использовал короткие рассказы азербайджанских авторов, приведя их в пригодное «дидактическое» состояние, умело применял собранные пословицы и скороговорки. 

А. О. Черняевский придал форму книги-учебника, отобранному им самим учебному материалу, пригодного для детского возраста...
— Рашид бек Эфендиев
I часть переиздавалась вплоть до 1910 года, всего выдержав семь переизданий.

### II часть
II часть, предназначенная для учеников второго-третьего начальных классов, и также базирующаяся на педагогических принципах Ушинского, вышла в свет в 1888 году. При её составлении ближайшими помощниками А. О. Черняевского были его воспитанник Сафарали бек Велибеков и поэт Гасаналиага хан Карадагский (Карадаги).
Черняевский познакомился с ханом Карадагским в Тифлисе, на совещании, проведённом по  инициативе Кавказского учебного округа, где он, как инспектор азербайджанского отделения Горийской семинарии, поставил перед приглашёнными представителями азербайджанской интеллигенции задачу создания учебника на их родном языке.

Хан Карадагский, преподававший в школе, открытой им в городе Шуше, взял на себя обязательство написать пригодные для детского возраста стихи и коротенькие рассказы. Пообещав Черняевскому произведения для включения в учебник, он отправил ему в Гори также переводы на азербайджанский язык примерно 60 басен И. А. Крылова. Заслуги поэта были особо отмечены в предварявшем издание предисловии: 
Школа, для которой трудился Гасаналиага, должна быть весьма много обязана за первые опыты стихотворений, пригодных для детского возраста, так как в татарской литературе почти вовсе нет подобных стихотворений; составители же не могут не выразить здесь хану Карадагскому, за его существенную помощь, глубокую признательность.
Учебник был написан с использованием арабской графики. В правилах правописания составители II части «Вэтэн дили» руководствовались «Грамматикой татарского языка» А. К. Казембека, а также трудами Л. З. Будагова и Абульгасана Везирова. Кроме того, им пришлось ввести некоторые новые, «более точные», правила правописания.

## Значение
В сборник «Вэтэн дили» был включён простейший дидактический материал, доступный детям; был добавлен живой, народный язык, различные фольклорные изречения, пословицы, поговорки и скороговорки. Учебник заложил основы языка для азербайджанской детской литературы, он стал основанием практически для всех последующих учебников и пособий для детей на азербайджанском языке. 
Перевод басни Крылова «Волк и Ягненок» стал образцом для последующих переводов литературных произведений на азербайджанский язык.